# Clyde Chabot
Pour les articles homonymes, voir Chabot.
 (décembre 2014).
Si vous disposez d'ouvrages ou d'articles de référence ou si vous connaissez des sites web de qualité traitant du thème abordé ici, merci de compléter l'article en donnant les références utiles à sa vérifiabilité et en les liant à la section « Notes et références ».
 (novembre 2015).
Clyde Chabot, née en 1966, est une autrice, metteuse en scène, et interprète française, qui met en scène ses propres textes et ceux d’auteurs contemporains (Robert Pinget, Heiner Müller, Maurice Maëterlinck, Yan Allegret, Sarah Kane) au sein de la compagnie la Communauté inavouable. Elle a enseigné durant quinze années dans plusieurs universités.

## Biographie

### Parcours
Après l’Institut d'études politiques de Paris (1988), elle obtient un Doctorat de l’Institut d'Études théâtrales de l'Université Sorbonne-Nouvelle-Paris-III sur Le théâtre de l’extrême contemporain dans la société (1995). Dans le cadre de l’Unité Nomade de formation à la mise en scène du Conservatoire National Supérieur d’Art Dramatique (direction Josyane Horville), elle accompagne Matthias Langhoff au Burkina Faso et Piotr Fomenko à Moscou. Elle suit également les enseignements de Anatoli Vassiliev dans le cadre de l’ARTA / Chantiers nomades en 2011 et Steven Cohen en 2021.

### Création
Depuis 1992, Clyde Chabot crée ses spectacles au sein de La Communauté inavouable, une compagnie théâtrale interdisciplinaire implantée au 6b à Saint-Denis depuis 2010 et à Marseille depuis 2022. Ses créations sondent l’intime et l’universel à travers les questions de l’identité, des migrations, de la filiation, l’amitié… dans des formats légers et conviviaux, souvent courts et immersifs. Elles jouent à troubler les repères entre le théâtre et la vie, réel et fiction, et proposent aux spectateurs une position de témoins, complices ou convives. 
Ses spectacles sont présentés dans des lieux culturels (L’échangeur à Bagnolet, Théâtre de Bretigny, le MuCEM, le  ZEF et le Théâtre la Cité à Marseille,...) ou des lieux non dédiés (lycées, parcs,…) en Ile-de-France, en France et à l’international en Europe (Suède, Grande-Bretagne, Italie, Roumanie, Bosnie) et au-delà (Burkina Faso, Inde, Taïwan, Canada, Corée, Cambodge, USA, Sri Lanka, Australie). 
Elle monte des textes d’auteurs contemporains : L'Hypothèse de Robert Pinget, Hamlet-Machine.
Clyde Chabot réalise souvent des œuvres processus qui se poursuivent sur un même texte à travers différentes étapes, sur plusieurs années avec des distributions, scénographies et partis pris dramaturgiques évolutifs. Ses créations mettent en jeu une confrontation dynamique entre le théâtre et les autres arts : création sonore, arts plastiques, opéra, vidéo, danse… Elle dirige les acteurs au plus près de leur personnalité vers une exposition sensible et scénique d’eux-mêmes. Ses créations portent une attention particulière aux spectateurs leur proposant tour à tour une position de complices, témoins ou convives...
Au cours des précédentes années, ses pièces ont aussi été jouées en France (L’Echangeur à Bagnolet, l’Atelier du Plateau à Paris, Gare au Théâtre à Vitry-sur-Seine, le MuCEM à Marseille, Les Marches de l’été à Bordeaux, Parcours tout court en Bretagne, Théâtre de Chelles…) et à l’étranger (Guling street Theatre à Taïpei, Taïwan, Seoul Art Space_Mullae et Daegu Art Fair en Corée du Sud, Teatermaskinen à Rhiddarhyttan en Suède, Chapter Arts Center à Cardiff en Grande-Bretagne, Puglia).
En 2019, dans le cadre de sa bourse d’écrivain de 10 mois à Verrières Le Buisson Clyde Chabot a écrit 2 textes : Chicago-reconstitution et Fille de militaire.
En 2022, Clyde Chabot présente :  
- Au Vent se lève dans le cadre des rencontres Scènes sur Seine, Fille de militaire et CHICAGO-reconstitution (mars).
- Aux USA avec le soutien de l'Institut français (Theatre Export) ses solos SICILIA et TUNISIA et duos Fille de militaire et CHICAGO-reconstitution. Ils portent sur l’histoire des migrations dans sa famille ou la filiation professionnelle et ont été réalisés avec la complicité de Stéphane Olry. Ils seront présentés l'Université Emory à Atlanta (Géorgie) et à l'Université Notre Dame à South Bend (Indiana) en mars
- A Lisses où elle est en résidence, Amie d'enfance avec ERikm le 11 juin.
- Au 6b à Saint-Denis : Fille de militaire avec Kenneth Cosimo et une première esquisse théâtrale et chorégraphique de son nouveau texte Papiers volés avec Carole Errante et Fabio Dolce en juin.
- Au Sri Lanka : Un Musée (de théâtre). Le projet ouvrira ses portes à Kandy à l'Université Peradeniya, en partenariat avec l'Alliance française de Kandy, l'Ambassade de France, le Goethe Institut, la région Ile-de-France début juillet.

### Recherche et Enseignement
Régulièrement, Clyde Chabot anime des ateliers de création en lycées, maisons de quartier, en prison, avec des apprenants de français... Depuis 2010, elle est notamment intervenue dans les collèges de la Seine-Saint-Denis, à la Maison d'Arrêt de femmes de Versailles, au lycée Saint-Gabriel de Bagneux depuis 2012, dans des lycées depuis 2013 à l’invitation de Citoyenneté jeunesse, Lycée professionnel Leo Lagrange de Bondy dans le cadre de Réussite pour tous, Espace Bernard Mantienne à Verrières Le Buisson, à la Médiathèque Elsa Triolet de l’Ile-Saint-Denis, à l’Hôpital Adélaïde Hautval à Villiers-le-Bel, et à la Maison de quartier Pierre Sémard de Saint-Denis.
Elle initie en 2007 et 2008 le festival Off-Limits, programmation scénique expérimentale en Ile-de-France en partenariat avec six lieux d’Ile-de-France avec Pascal Rambert, Catherine Contour, Félix Ruckert, Michel Schweizer, Grand Magasin, Joris Lacoste, Frédéric Ferrer… à la Ménagerie de Verre, Mains d’œuvres, l’espace 1789 à Saint-Ouen…
Elle développe une activité de recherche. Elle coordonne ainsi en 2007 le numéro 184 de Théâtre/Public, Théâtre contemporain : écriture textuelle, écriture scénique qui réunit 50 contributions d’auteurs, metteurs en scène, chorégraphes, théâtrologues : Valère Novarina, Pascal Rambert, Jérôme Bel…
Elle propose régulièrement à des artistes de prendre part à des Permutations, sessions de trois jours pendant lesquels des porteurs de projets de différentes disciplines artistiques se mettent au service les uns des autres pour explorer leurs intuitions et pistes de recherche. Les participants deviennent tour à tour acteurs, chanteurs, danseurs, vidéastes… au gré des besoins de chaque porteur de projet. La règle est un partage égalitaire du temps et le fait que chaque participant est impliqué physiquement dans chacune des propositions. La première édition a eu lieu en 2010, la dix-neuvième s'est tenue en juillet 2021 au Silo.
Par ailleurs, Clyde Chabot fut de 1995 à 2011, enseignante dans différentes universités : Université de Provence Aix-Marseille I, Université Sorbonne Nouvelle Paris III , et Université Michel de Montaigne - Bordeaux 3, où elle a été professeur associée de 2002 à 2011.
La compagnie La Communauté Inavouable est subventionnée par le Conseil régional d’Ile-de-France au titre de la Permanence artistique et culturelle depuis 2005. Elle est en résidence au 6b, lieu de création et de diffusion à Saint-Denis (Seine-Saint-Denis) et à Evry-Courcouronnes (2023-2026). Elle a été en résidence également à Gare au théâtre [archive] à Vitry-sur-Seine (94), au Collectif pour la Culture en Essonne (91) en 2017 et 2018, à Verrières-le-Buisson (91) de 2019 à 2021 et à Lisses (91) en 2021 et 2022

## Théâtre

### Mises en scène
- 1995 :  Stranger than kindness, d’après Temporairement épuisé de Hubert Colas, Théâtre de la Cité internationale
- 1997 : L’Hypothèse de Robert Pinget, Théâtre de la Cité internationale, Les 4 Saisons du Revest – Le Revest les eaux, Théâtre Antoine Vitez - Aix en Provence, La Faïencerie à Creil
- 1998-1999 :  Un peu de poussière de chair, la nuit de Yan Allegret, Comédie de Caen - CDN de Normandie, Office Artistique de la région Aquitaine
- 2001 : Face à face : la nuit des corps, Yan Allegret, Centre populaire de Loisirs de Pô, au Centre Culturel français Georges Meliès - Ouagadougou et au Centre culturel Français Henri Matisse - Bobo Dioulasso, Burkina Faso.
- 2001-2004 : Hamlet-machine de Heiner Müller[3],[4],[5], Gare Mondiale de Bergerac, La Ménagerie de Verre - Paris, Théâtre Denis - Hyères, Théâtre Antoine Vitez - Aix en Provence, Le Hublot-Colombes, Forum du Blanc Mesnil, Comédie de Saint Étienne, Théâtre du Colombier - Bagnolet
- 2003 : Ils tracèrent des chemins sans direction vers la nuit de leur corps de Yan Allegret, La Ferme du bonheur - Nanterre
- 2003-2012 : Un musée (de théâtre) [6] de Clyde Chabot, installation participative théâtrale et photographique, Grenzwert festival à Freiburg - Allemagne, Gare Mondiale de Bergerac, Mains d'œuvres - Saint Ouen, Kashi art Gallery à Kochi - Inde, Le Dansoir Karine Saporta - Paris, Espace Khiasma - Les Lilas, Guling Street Theater à Taïpei - Taïwan, Festival Entre-deux à Chicoutimi - Québec, Teatermaskinen à Riddarhyttan - Suède.
- 2005 : Le corps des rivières de Yan Allegret, Théâtre du Colombier - Bagnolet
- 2005-2006 : Comment le corps est atteint de Clyde Chabot, Forum du Blanc Mesnil, Le Hublot-Colombes.
- 2007-2008 : Avancer masqués d'après des textes de Jean-Paul Quéinnec, Frédéric Ferrer et Alain Béhar, Point Ephémère, Gare au Théâtre, Confluences
- 2007-2012 : Médée(s) : tragicomédie de Clyde Chabot
- 2010-2012 : Le Temps des Garçons de Clyde Chabot, L'Atelier du Plateau - Paris, MC11 - Montreuil
- 2011 : Manque de Sarah Kane, festival « l’Europe des Théâtres » de la Maison d’Europe et d’Orient, Le vent se lève.
- 2011 : Sicilia de Clyde Chabot, Le Vent se lève - Paris, Bancs publics - Marseille Gare au Théâtre, Fabrique MC11 - Montreuil
- 2012 : Une communauté inavouable de Clyde Chabot, Fabrique MC11 - Montreuil
- 2012 : Christophe S. [7](théâtre / opéra) de Clyde Chabot, Le 6b - Saint-Denis
- 2013 : Sicilia Festival Résistance à Ryddarhyttan (Suède) : création en version anglaise – Abbaye de Bon Repos, Festival Parcours Tout Court, St-Gelven – L’atelier plateau, Paris -  Festival 30’’ 30’ à l’atelier des marches à Bordeaux
- 2013 : Another Medea Le Vent se lève, Paris - Gulling Street theatre - Taiwan
- 2013 : Insurrections... La Loge - Paris
- 2014 : Sicilia Théâtre L'Echangeur, Bagnolet - International Performance festival, Cardiff (Pays de Galles)
- 2014 : Christophe S. La Fabrique MC11 - Montreuil
- 2014 : Un Musée (de théâtre) en Corée, Séoul Art Space_Mullae
- 2014 :  Un Musée (de théâtre) en Corée, Daegu
- 2015 : Christophe S. Gare au théâtre - Vity-sur-Seine
- 2015 : Christophe S. - L'Atelier du Plateau - Paris
- 2015 : Des aveugles - Observatoire de l'Espace du CNES à Paris, festival Sidération
- 2015 : Tunisia - MUCEM à Marseille, Cycles entre...croisements
- 2015 : Sicilia - Point Éphémère à Paris, Petites formes (D)cousues
- 2015 : Sicilia – Tournée CCAS - Savoie
- 2015 : Tunisia – Ferme du Bonheur – Nanterre
- 2015 : Tunisia – Teatermaskinen – Suède
- 2015 : Tunisia – Le 6B à Saint-Denis
- 2015 : Sicilia – Hôpital Adélaïde Hautval – Villiers-le-Bel
- 2015 : Tunisia – Tunis, dans le cadre des Journées Théâtrales de Carthage
- 2016 : Des Aveugles – Lilas en Scène – Aux Lilas
- 2016 : Tunisia - Gare au Théâtre, dans le cadre des Théâtres du réel – Vitry-sur-Seine
- 2016 : Tunisia - Institut des Cultures d’Islam, dans le cadre de l’exposition TunICIe – Paris
- 2016 : Des Aveugles – La Nef-Manufacture d’Utopie - Pantin
- 2016 : Sicilia – Maison de quartier Pierre Sémard – Saint-Denis
- 2016 : Un Musée (de théâtre) – Institut Français du Cambodge à Phnom Penh
- 2016 : Sicilia - Tournée CCAS – Auvergne
- 2017 : Des Aveugles – La Gare Franche – Marseille
- 2017 : Des Aveugles – Gare au Théâtre – Vitry-sur-Seine
- 2017 : Sicilia et Tunisia – Le Merlan – Marseille
- 2019 : Sicilia et Tunisia - Théâtre de Chelles
- 2019 : Un Musée (de Théâtre) à Baia Mare (Roumanie)
- 2019 : Un Musée (de théâtre) - Festival Kalypsocope, Tuzla (Bosnie)
- 2019 : Un Musée (de théâtre) - La Ferme du Bonheur, Nanterre
- 2019 : Sicilia et Tunisia - Carmel - Pamiers
- 2019 : CHICAGO-reconstitution - Le 6b, Scènes du 6 – Festival des arts vivants, Saint-Denis
- 2019 : CHICAGO-reconstitution - Espace Bernard Mantienne, Verrières-Le-Buisson
- 2019 : CHICAGO-reconstitution - Les Laboratoires d’Aubervilliers, Aubervilliers
- 2020 : Amie D’Enfance et Fille de militaire - Le Silo, Méréville
- 2020 : Amie D’Enfance - Promenades théâtrales – Premières expérimentations
- 2020 : Tunisia, CHICAGO-reconstitution et Fille de militaire - La Ferme du Bonheur
- 2020 : CHICAGO-reconstitution et Fille de militaire - Salon du livre francophone de Chicago (USA)
- 2020 : Amie D’Enfance - Artistes au téléphone via Facebook
- 2021 : Tunisia, Amie D’Enfance et Fille de militaire - Lisses
- 2021 : Amie D’Enfance - Nouveau Gare au théâtre
- 2021 : Tunisia, Amie D’Enfance, Fille de militaire et CHICAGO-reconstitution - La Distillerie, Aubagne
- 2021 : Amie D’Enfance, Fille de militaire et CHICAGO-reconstitution - Scènes du 6, Le 6b
- 2021 : Fille de militaire - Teatermaskinen, Suède
- 2021 : Tunisia, CHICAGO-reconstitution - Théâtre de l’Opprimé
- 2021 : CHICAGO-reconstitution - Lycée Frédéric Bartholdi
- 2021 : CHICAGO-reconstitution et Fille de militaire - Scènes sur Seine

## Publications
- 2003 : Comment le corps est atteint
- 2007-2010 : Another Medea
- 2010 : Le Temps des Garçons
- 2010 :  Sicilia (Texte [archive] aux éditions les Cygnes, édition bilingue français anglais en 2024
- 2011 : Christophe S.
- 2015 : Tunisia (Texte [archive] aux éditions les Cygnes, édition bilingue français anglais en 2024
- 2016 : Ses Singularités
- 2019 : Fille de militaire aux éditions les Cygnes, édition bilingue français anglais en 2022
- 2020 : Chicago-reconstitution aux éditions les Cygnes édition bilingue français anglais en 2022
- 2020 : Amie d’enfance aux éditions les Cygnes en 2024